# La Puerta de Segura
La Puerta de Segura è un comune spagnolo di 2 607 abitanti situato nella comunità autonoma dell'Andalusia.

## Geografia fisica
Il comune è attraversato dal Guadalimar.